# Samostalna narodna stranka
Samostalna narodna stranka je kratkovječna politička stranka, koju su osnovali 1862. godine u Banskoj Hrvatskoj tadašnji vodeći članovi Narodne stranke, u svrhu što većeg približavanja Hrvatske carskoj vladi u Beču, nasuprot unionistima, koji su tražili jače kontakte s Ugarskom, odnosno većine narodnjaka, koji su tražili uravnoteženiji pristup. Drugi naziv stranke bio je Narodno-liberalna stranka. Na čelu stranke bio je narodnjački vođa Ivan Mažuranić, a priključili su mu se mnogi pripadnici političke i vjerske elite (Ivan Kukuljević, Ambroz Vranyczany, uključujući zagrebačkog nadbiskupa Haulika. Godine 1865. unionisti i narodnjaci su zajedničkim snagama na izborima porazili Samostalnu narodnu stranku, koja nakon toga prestaje djelovati.